# Masanori Tanimoto

Masanori Tanimoto

Masanori Tanimoto (jap. 谷本 正憲 Tanimoto Masanori; * 16. April 1945 in Nishiwaki, Präfektur Hyōgo) ist ein japanischer Politiker und war von 1994 bis 2022 Gouverneur der Präfektur Ishikawa.
Tanimoto, Absolvent der rechtswissenschaftlichen Fakultät der Universität Kyōto, arbeitete ab 1968 für das Ministerium für Selbstverwaltung. Während seiner Zeit beim Ministerium war er unter anderem für die Verwaltungen von Ibaraki und Shimane und als Hilfsbürgermeister (joyaku) der Stadt Miyazaki tätig. 1991 wurde er Vizegouverneur von Ishikawa.
Als der Gouverneur von Ishikawa, Yōichi Nakanishi, 1994 vor Ablauf seiner achten Amtszeit verstarb, bewarb sich Tanimoto um seine Nachfolge. Bei der Wahl am 27. März 1994 konnte er sich mit Unterstützung mehrerer Parteien (Shinseitō, Kōmeitō, Neue Japan-Partei, DSP, SPJ) knapp gegen den LDP-gestützten Hiroshi Ishikawa durchsetzen. Er wurde zuletzt mit Unterstützung der Präfekturverbände von LDP, Kōmeitō, Demokratischer Partei uns SDP am 16. März 2014 für eine sechste Amtszeit und 2018 für seine siebte Amtszeit wiedergewählt. Ab 2005 war er zeitweise Vizepräsident der Nationalen Gouverneurskonferenz. Mit der Abwahl von Masaru Hashimoto in Ibaraki 2017 wurde Tanimoto der landesweit dienstälteste Gouverneur.
Zur Gouverneurswahl im März 2022 trat Tanimoto nicht mehr an. Nachfolger wurde der ehemalige Nationalpolitiker und Profiwrestler Hiroshi Hase.